# 截叶秋海棠
截叶秋海棠（学名：Begonia truncatiloba）为秋海棠科秋海棠属的植物。分布于中国大陆的广西、云南等地，生长于海拔1,000米至1,600米的地区，见于山坡杂林沟边、溪边、山谷以及混交林潮湿处，目前尚未由人工引种栽培。

## 别名
沙卡卡（瑶语）